# 1322 Coppernicus
Az 1322 Coppernicus (ideiglenes jelöléssel 1934 LA) a Naprendszer kisbolygóövében található aszteroida. Karl Wilhelm Reinmuth fedezte fel 1934. június 15-én, Heidelbergben.